# Zofia Jagiellonka (1464–1512)

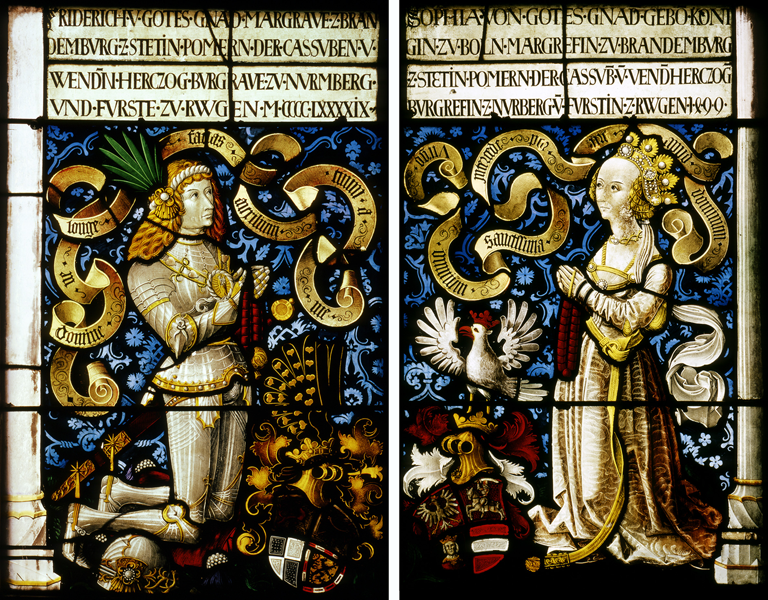
Zofia Jagiellonka z mężem Fryderykiem Starszym. Okno prezbiterium fary miejskiej w Langenburgu

Zofia Jagiellonka (ur. 6 maja 1464 w Krakowie, zm. 5 października 1512 w Ansbach) – królewna polska, księżniczka litewska, margrabina brandenburska na Ansbach i Bayreuth. Córka Kazimierza IV Jagiellończyka. 14 lutego 1479 roku poślubiła Fryderyka Hohenzollerna, margrabiego brandenburskiego na Ansbach i Bayreuth. Matka Albrechta Hohenzollerna.

## Życiorys

### Pochodzenie i dzieciństwo
Była drugą córką i szóstym dzieckiem Kazimierza IV Jagiellończyka i jego żony Elżbiety Rakuszanki. Imię Zofia otrzymała na cześć swojej babki ojczystej – Zofii Holszańskiej, wdowy po Władysławie II Jagielle. Jej braćmi byli Władysław II Jagiellończyk, święty Kazimierz, Jan I Olbracht, Aleksander Jagiellończyk, Zygmunt I Stary i Fryderyk Jagiellończyk, a siostrami – Jadwiga, Elżbieta (I), Elżbieta (II), Anna, Barbara i Elżbieta (III).
Została ochrzczona przez Jana Gruszczyńskiego, biskupa krakowskiego. Nie zachowały się żadne informacje na temat wykształcenia i wychowania Zofii.

### Plany matrymonialne związane z Zofią
W 1468 roku pojawił się plan zaręczenia Zofii z Maksymilianem Habsburgiem, synem cesarza Fryderyka III. Z propozycją taką wystąpił przybyły do Krakowa 8 kwietnia 1468 biskup ołomuniecki Protazy, poseł węgierskiego króla Macieja Korwina. Starał się on o rękę Jadwigi, najstarszej córki Kazimierza Jagiellończyka, dla swojego mocodawcy. Druga z kolei Zofia miała poślubić Maksymiliana. W ten sposób królewny miały przekazać swoim mężom prawa – pierwsza do Węgier, druga do Austrii. Prawa te wynikały z faktu, że Elżbieta Rakuszanka, matka królewien, była siostrą zmarłego bezpotomnie w 1457 roku Władysława Pogrobowca, króla Czech i Węgier oraz księcia Austrii. Przez małżeństwa córek Kazimierz Jagiellończyk uzyskałby gwarancję, że w przyszłości w Austrii i na Węgrzech będą rządzić jego wnukowie po kądzieli.
Małżeństwa Jadwigi z Maciejem Korwinem i Zofii z Maksymilianem Habsburgiem miały stworzyć wielką koalicję Jagiellonów, Habsburgów i Korwina skierowaną przeciwko Jerzemu z Podiebradów, królowi Czech. Jednak Kazimierz IV Jagiellończyk pozostawał w przymierzu z tym ostatnim, tym bardziej że niedługo po poselstwie Protazego – 16 maja 1468 roku Albrecht Kostka, poseł Jerzego, w imieniu swojego mocodawcy złożył propozycję, by następstwo czeskiego tronu przyrzec jednemu z synów Kazimierza. Tak więc plan małżeństwa Zofii i Maksymiliana upadł.

### Ślub z Fryderykiem Hohenzollernem
Nie wiadomo, kiedy dokładnie rozpoczęto pertraktacje w sprawie ślubu Zofii z Fryderykiem Hohenzollernem, synem margrabiego brandenburskiego Albrechta III Achillesa. Istnieje przypuszczenie, że pomysł mógł się pojawić latem 1470 roku, kiedy w Brandenburgii przebywali polscy posłowie Dziersław z Rytwian i Stanisław Ostroróg. W 1473 roku polscy posłowie – Paweł Jasieński, starosta chełmski i bełski, i Stanisław Kurozwęcki – prowadzili negocjacje w sprawie ślubu Zofii i Fryderyka, które zakończyły się podpisaniem umowy zaręczonej, co nastąpiło 7 grudnia 1473 roku w Cadolzburgu.
Co do politycznych motywów tego małżeństwa, to Kazimierz IV Jagiellończyk szukał wśród książąt Rzeszy sojuszników, którzy wywarliby nacisk na cesarza Fryderyka III, by ten uznał nowego króla Czech – Władysława, najstarszego syna polskiego władcy. Z kolei Albrecht III Achilles, zaniepokojony ekspansją węgierskiego króla Macieja Korwina na Śląsk i Łużyce, szukał porozumienia z jego przeciwnikami – Jagiellonami.
Szczegóły małżeństwa negocjowano jeszcze przed kilka lat. Nie doszło ani do planowego na 20 marca 1474 roku ślubu per procura, ani do planowanego na 23 czerwca 1474 roku zjazdu przedstawicieli posłów Jagiellończyka z przedstawicielami Hohenzollernów w Pniewach. Wreszcie w październiku 1475 roku w Poznaniu podpisano umowę małżeńską – podpisali ją Fryderyk, biskup lubuski (reprezentujący Hohenzollernów) i Stanisław Kurozwęcki, kanonik krakowski (reprezentujący Jagiellonów). Posag polskiej królewny miał wynosić 32 tysiące florenów.
11 listopada 1475 Albrecht III Achilles przyznał przyszłej synowej oprawę (wartą 64 tysiące florenów). Początkowo ślub Zofii i Fryderyka miał się odbyć w Poznaniu, jednak Albrecht Achilles doprowadził do zmiany miejsca ślubu na Frankfurt nad Odrą.
13 stycznia 1479 roku Zofia, żegnana przez rodzinę, opuściła Piotrków i udała się w kierunku Frankfurtu. Towarzyszyli jej m.in. Andrzej Oporowski, biskup warmiński; wojewodowie: poznański Maciej Moszyński i łęczycki Mikołaj z Kutna oraz Piotr Kurozwęcki, marszałek nadworny.
14 lutego 1479 we Frankfurcie nad Odrą poślubiła Fryderyka, margrabiego brandenburskiego na Ansbach. Wesele nie było wystawne; jak pisał kronikarz Jan Długosz było tak licho i ubogo, że nawet dworzanom królewskim nie dano zwykłej strawy, a senatorowie królewscy, rycerstwo i inni urzędniczy, którzy z narzeczoną królewną przyjechali, żadnych prawie nie otrzymali upominków.
Pojawiły się pewne problemy z wypłatą posagu Zofii. 25 grudnia 1479 roku Kazimierz Jagiellończyk miał wypłacić pierwszą ratę (6 tysięcy guldenów); polski król poprosił o przesunięcie terminu, na co Albrecht Achilles wyraził zgodę. Wobec niewypłacenia posagu Zofia nie mogła wejść w posiadanie dóbr oprawnych.

### Zofia jako margrabina brandenburska
11 marca 1486 roku zmarł Albrecht III Achilles, margrabia brandenburski, teść Zofii. Jej mąż Fryderyk Starszy wraz z bratem Zygmuntem odziedziczyli Frankonię; pierwszy objął Ansbach, drugi Bayreuth. Wdowa po Albrechcie, Anna, usunęła się do swoich dóbr oprawnych, a Zofia została panią na Ansbach.
W 1486 roku Zofia i Fryderyk podejmowali w Ansbach cesarza Fryderyka III Habsburga.
Cały czas istniał problem z wypłatą posagu Zofii. W 1489 roku Władysław II Jagiellończyk obiecywał Fryderykowi Starszemu, że wymusi na ojcu jego wypłatę (Fryderyk miał z kolei za uzyskane pieniądze wydzierżawić od Władysława czeskie lenna, znajdujące się we Frankonii). W 1493 roku Fryderyk wysłał poselstwo do Jana Olbrachta w sprawie wypłaty posagu; 30 września 1495 roku Zofia osobiście pisała do brata, prosząc o wypłatę obiecanych jej pieniędzy. Ostatecznie posag został wypłacony synom Zofii w kilku ratach – odpowiednio w 1533, 1535 i w 1537 roku.
Mąż Zofii utrzymywał kontakty z jej braćmi – wiosną 1494 roku brał udział w zjeździe w Lewoczy, w którym brali udział Władysław II Jagiellończyk, Jan Olbracht, Zygmunt Jagiellończyk (późniejszy król Zygmunt I Stary) oraz kardynał Fryderyk Jagiellończyk. Fryderyk Starszy planował także zacieśnić związki rodzinne między Hohenzollernami a Jagiellonami – Barbara, młodsza siostra Zofii, miała poślubić Joachima, bratanka Fryderyka i następcę tronu brandenburskiego, z kolei Władysław II Jagiellończyk miał ożenić się z Anną, siostrą Fryderyka. Ostatecznie nie doszło do realizacji tych planów.
Z listu Anny, wdowy po Albrechcie Achillesie, z 13 kwietnia 1505 roku wiadomo, że w tym czasie Zofia była poważnie chora.
W marcu 1509 roku wraz z mężem i synem Jerzym była obecna w Pradze, gdzie bawiła na koronacji swojego bratanka Ludwika II Jagiellończyka.
Zofia Jagiellonka zmarła 5 października 1512 roku w Ansbach. Została pochowana w klasztorze Heilsbronn. Po śmierci Zofii jej mąż urządził niezwykle huczną stypę: w ciągu jednej nocy wypito 1500 miarek wina, zjedzono dwa woły i 600 ryb.

## Potomstwo

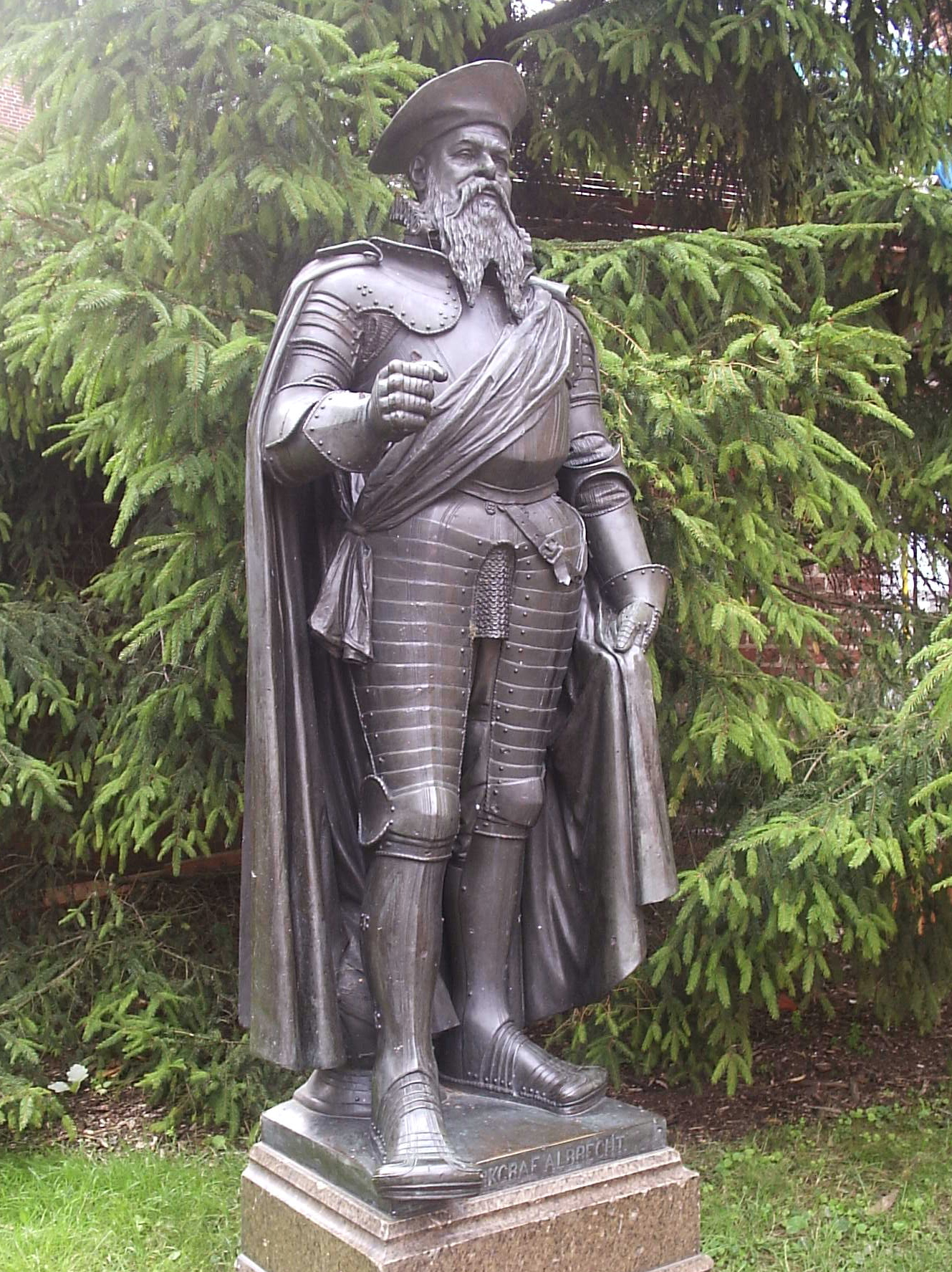
Pomnik Albrechta Hohenzollerna, jednego z synów Zofii, na Zamku w Malborku

Z małżeństwa Zofii Jagiellonki i Fryderyka Hohenzollerna pochodziło osiemnaścioro dzieci; żadna z przedstawicielek dynastii Jagiellonów nie doczekała się tak licznego potomstwa. Jej dziećmi byli:
- Elżbieta, ur. 30 czerwca 1480, zm. po kilku dniach,
- Kazimierz, ur. 27 grudnia 1481, zm. 21 września 1527, margrabia brandenburski na Ansbach,
- Małgorzata, ur. 10 stycznia 1483, zm. 10 lipca 1532,
- Jerzy, ur. 4 marca 1484, zm. 27 grudnia 1543, książę karniowski,
- Zofia, ur. 10 marca 1485, zm. 24 maja 1537, od 1518 żona Fryderyka II, ks. legnickiego,
- Maria, ur. 1486, zm. w niemowlęctwie[6],
- Anna, ur. 5 maja 1487, zm. 7 lutego 1539, od 1518 żona Wacława II, ks. cieszyńskiego,
- Barbara, ur. 31 lipca 1488, zm. 2 maja 1490,
- Albrecht, ur. 17 maja 1490, zm. 20 marca 1568, wielki mistrz krzyżacki i książę pruski,
- Fryderyk, ur. 13 czerwca 1491, zm. 1497,
- Jan, ur. 9 stycznia 1493, zm. 5 lipca 1525, wicekról Walencji,
- Elżbieta, ur. 25 marca 1494, zm. 31 maja 1518, od 1510 żona Ernesta, margrabiego badeńskiego na Durlach,
- Barbara, ur. 24 września 1495, zm. wrzesień 1552, od 1528 żona Jerzego, landgrafa na Leuchtenbergu,
- Fryderyk, ur. 17 stycznia 1497, zm. 20 sierpnia 1536, proboszcz[7] w Würzburgu,
- Wilhelm, ur. 30 czerwca 1498, zm. 4 lutego 1563, arcybiskup Rygi,
- Jan Albrecht, ur. 20 września 1499, zm. 17 maja 1550, biskup Halberstadtu i arcybiskup Magdeburga,
- Fryderyk Albrecht, ur. 30 listopada 1501, zm. 24 lipca 1504,
- Gumbert (Gumprecht), ur. 16 lipca 1503, zm. 25 czerwca 1528, proboszcz[8] w Bambergu i Würzburgu.

## Genealogia
| Władysław II Jagiełło ur. ok. 1362(?) zm. 1 VI 1434 | Władysław II Jagiełło ur. ok. 1362(?) zm. 1 VI 1434 |                                                         |                                                         | Zofia Holszańska ur. ok. 1405 zm. 21 IX 1461 | Zofia Holszańska ur. ok. 1405 zm. 21 IX 1461 |  |  | Albrecht II Habsburg ur. 16 VIII 1397 zm. 27 X 1439 | Albrecht II Habsburg ur. 16 VIII 1397 zm. 27 X 1439 |                                               |                                               | Elżbieta Luksemburska ur. 1409 zm. 1442 | Elżbieta Luksemburska ur. 1409 zm. 1442 |
|                                                     |                                                     |                                                         |                                                         |                                              |                                              |  |  |                                                     |                                                     |                                               |                                               |                                         |                                         |
|                                                     |                                                     |                                                         |                                                         |                                              |                                              |  |  |                                                     |                                                     |                                               |                                               |                                         |                                         |
|                                                     |                                                     | Kazimierz IV Jagiellończyk ur. 30 XI 1427 zm. 7 VI 1492 | Kazimierz IV Jagiellończyk ur. 30 XI 1427 zm. 7 VI 1492 |                                              |                                              |  |  |                                                     |                                                     | Elżbieta Rakuszanka ur. 1436 zm. 30 VIII 1505 | Elżbieta Rakuszanka ur. 1436 zm. 30 VIII 1505 |                                         |                                         |
|                                                     |                                                     |                                                         |                                                         |                                              |                                              |  |  |                                                     |                                                     |                                               |                                               |                                         |                                         |
|                                                     |                                                     |                                                         |                                                         |                                              |                                              |  |  |                                                     |                                                     |                                               |                                               |                                         |                                         |
|                                                     |                                                     |                                                         |                                                         |                                              |                                              |  |  |                                                     |                                                     |                                               |                                               |                                         |                                         |

|                                             |                                             | Fryderyk Starszy Hohenzollern ur. 8 V 1460 zm. 4 IV 1536 | Fryderyk Starszy Hohenzollern ur. 8 V 1460 zm. 4 IV 1536 | Zofia Jagiellonka ur. 6 V 1464 zm. 5 X 1512        | Zofia Jagiellonka ur. 6 V 1464 zm. 5 X 1512        |                                         |                                         |                                      |                                      |
|                                             |                                             |                                                          |                                                          |                                                    |                                                    |                                         |                                         |                                      |                                      |
|                                             |                                             |                                                          |                                                          |                                                    |                                                    |                                         |                                         |                                      |                                      |
|                                             |                                             |                                                          |                                                          |                                                    |                                                    |                                         |                                         |                                      |                                      |
| Elżbieta ur. 30 VI 1480 zm. po kilku dniach | Elżbieta ur. 30 VI 1480 zm. po kilku dniach | Kazimierz ur. 27 IX 1481 zm. 21 IX 1527                  | Kazimierz ur. 27 IX 1481 zm. 21 IX 1527                  | Małgorzata ur. 10 I 1483 zm. 10 VII 1532           | Małgorzata ur. 10 I 1483 zm. 10 VII 1532           | Jerzy ur. 4 III 1484 zm. 27 XII 1543    | Jerzy ur. 4 III 1484 zm. 27 XII 1543    | Zofia ur. 10 III 1485 zm. 24 V 1537  | Zofia ur. 10 III 1485 zm. 24 V 1537  |
|                                             |                                             |                                                          |                                                          |                                                    |                                                    |                                         |                                         |                                      |                                      |
| Maria ur. 1486 zm. w niemowlęctwie          | Maria ur. 1486 zm. w niemowlęctwie          | Anna ur. 5 V 1487 zm. 7 II 1539                          | Anna ur. 5 V 1487 zm. 7 II 1539                          | Barbara ur. 31 VII 1488 zm. 2 V 1490               | Barbara ur. 31 VII 1488 zm. 2 V 1490               | Albrecht ur. 17 V 1490 zm. 20 III 1568  | Albrecht ur. 17 V 1490 zm. 20 III 1568  | Fryderyk ur. 13 VI 1491 zm. 1497     | Fryderyk ur. 13 VI 1491 zm. 1497     |
|                                             |                                             |                                                          |                                                          |                                                    |                                                    |                                         |                                         |                                      |                                      |
| Jan ur. 9 I 1493 zm. 5 VII 1525             | Jan ur. 9 I 1493 zm. 5 VII 1525             | Elżbieta ur. 25 III 1494 zm. 31 V 1518                   | Elżbieta ur. 25 III 1494 zm. 31 V 1518                   | Barbara ur. 24 IX 1495 zm. wrzesień 1552           | Barbara ur. 24 IX 1495 zm. wrzesień 1552           | Fryderyk ur. 17 I 1497 zm. 20 VIII 1536 | Fryderyk ur. 17 I 1497 zm. 20 VIII 1536 | Wilhelm ur. 30 VI 1498 zm. 4 II 1563 | Wilhelm ur. 30 VI 1498 zm. 4 II 1563 |
|                                             |                                             |                                                          |                                                          |                                                    |                                                    |                                         |                                         |                                      |                                      |
| Jan Albrecht ur. 20 IX 1499 zm. 17 V 1550   | Jan Albrecht ur. 20 IX 1499 zm. 17 V 1550   | Fryderyk Albrecht ur. 30 XI 1501 zm. 24 VII 1504         | Fryderyk Albrecht ur. 30 XI 1501 zm. 24 VII 1504         | Gumbert (Gumprecht) ur. 16 VII 1503 zm. 25 VI 1528 | Gumbert (Gumprecht) ur. 16 VII 1503 zm. 25 VI 1528 |                                         |                                         |                                      |                                      |